# Las Tres Villas
Las Tres Villas ist eine südspanische Gemeinde (municipio) mit insgesamt 574 Einwohnern (Stand: 2024) im Zentrum der Provinz Almería in der autonomen Region Andalusien.
Die Gemeinde wurde 1976 aus den vormals selbstständigen Kommunen Doña María, Escúllar und Ocaña gebildet.
Neben dem Hauptort und Verwaltungssitz der Gemeinde Doña María gehören die Ortschaften und Weiler Escúllar, La Estación, Los Gregorios, El Haza de Riego, Los Laos-Los Lázaros, La Mosca, Ocaña, Santillana und Los Soleres zur Gemeinde.

## Lage und Klima
Las Tres Villas liegt etwa 37 km (Fahrtstrecke) nordwestlich der Provinzhauptstadt Almería in einer Höhe von ca. 685 m. Der Río Nacimiento durchfließt die Gemeinde. Durch die Gemeinde führt die Autovía A-92 von Almería nach Granada. Das Klima ist gemäßigt bis warm; der eher spärliche Regen (ca. 350 mm/Jahr) fällt – mit Ausnahme der meist extrem trockenen Sommermonate – verteilt übers Jahr. 

## Bevölkerungsentwicklung
| Jahr      | 1981 | 1991 | 2001 | 2011 | 2021 |
| Einwohner | 743  | 710  | 601  | 706  | 564  |

Die Mechanisierung der Landwirtschaft, die Aufgabe bäuerlicher Kleinbetriebe („Höfesterben“) und der daraus resultierende Verlust von Arbeitsplätzen hatten in der zweiten Hälfte des 20. Jahrhunderts einen immer noch anhaltenden Bevölkerungsschwund zur Folge.

## Sehenswürdigkeiten
- Theresienkirche (Iglesia de Santa Teresa) in Doña María
- Bernhardskirche (Iglesia de San Bernardo) in Ocaña
- Kirche der Unbefleckten Empfängnis (Inglesia de Immaculada Concepción) in Escúllar
- Annenkapelle in Doña María

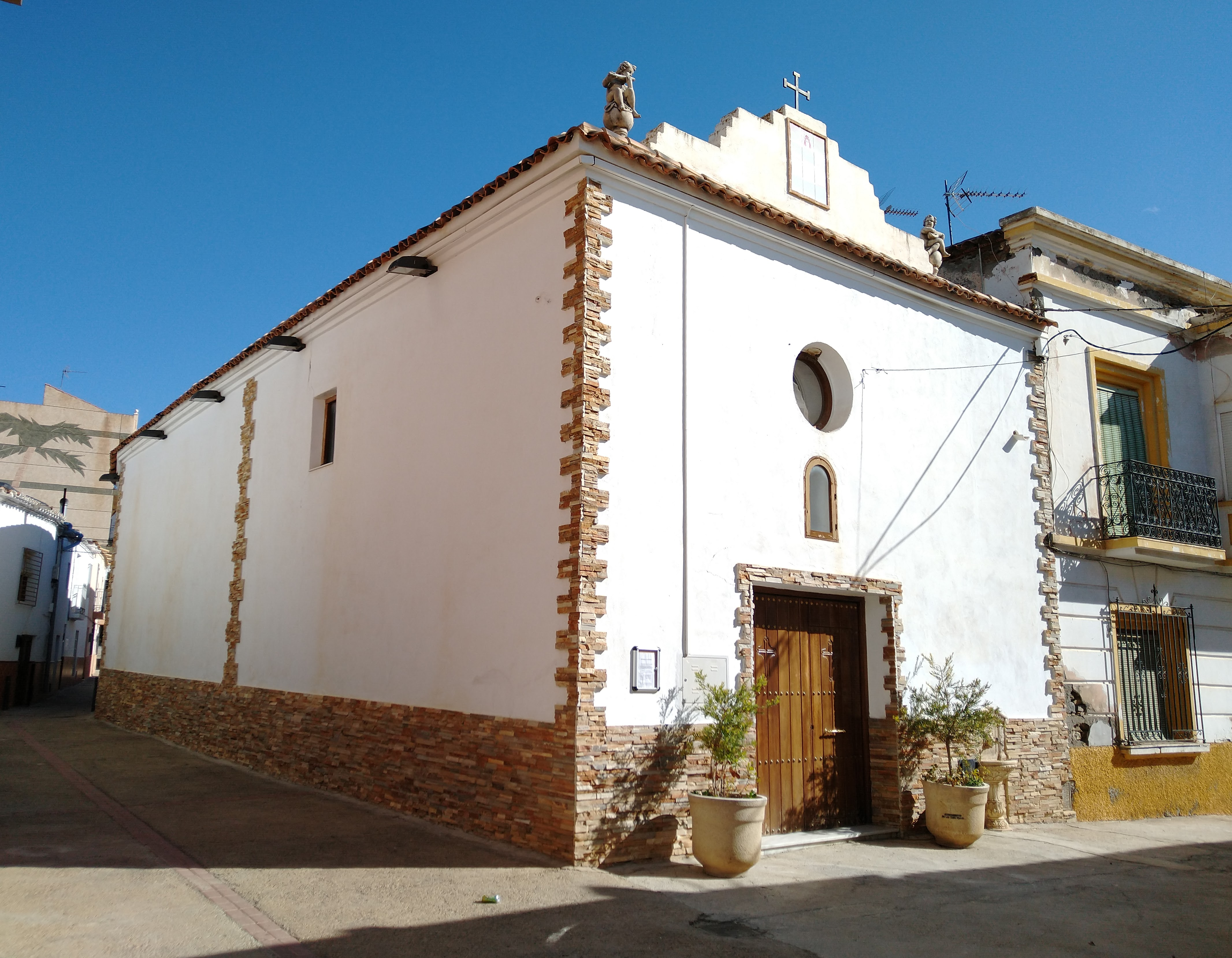
Theresienkirche
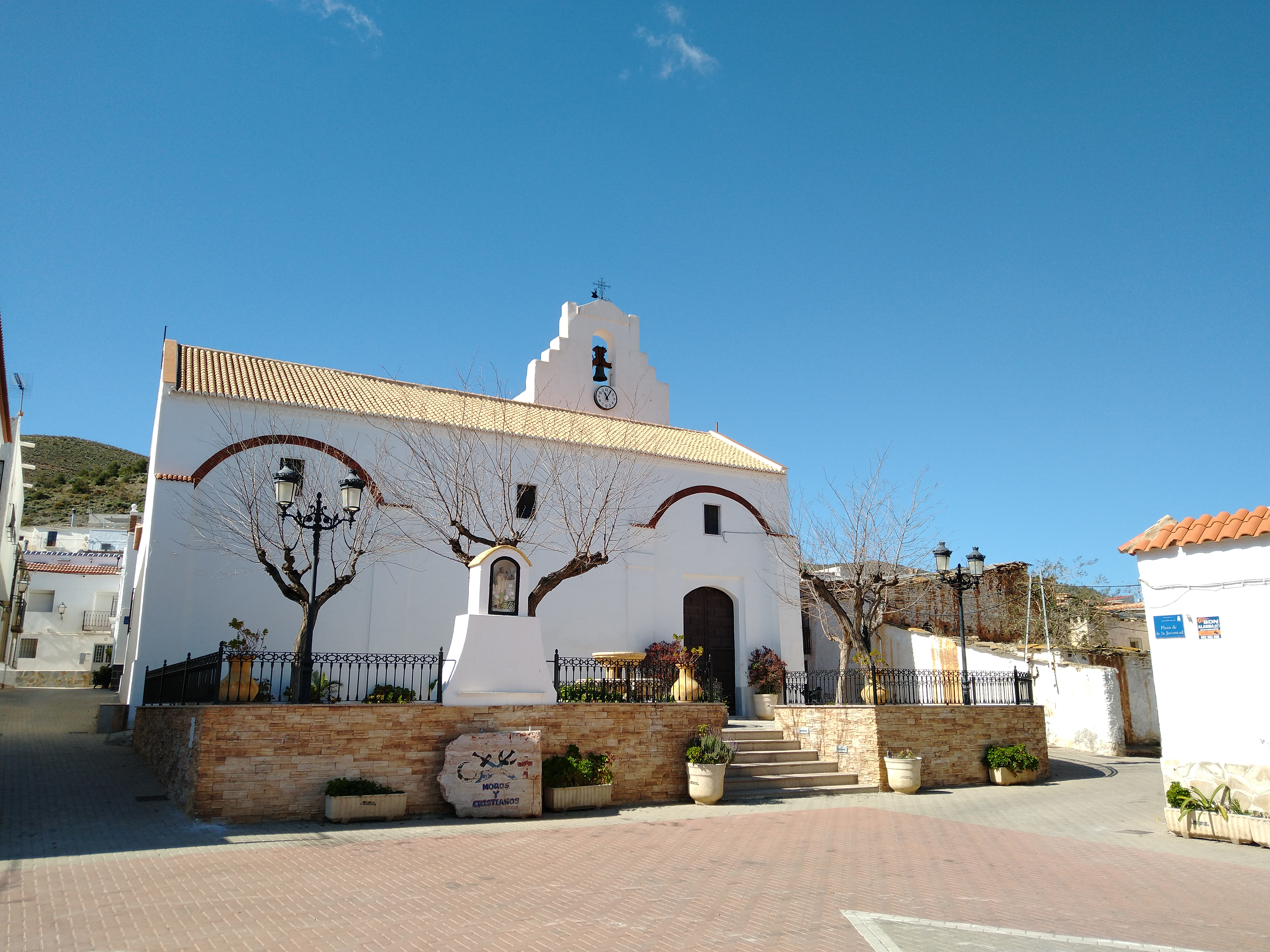
Bernhardskirche
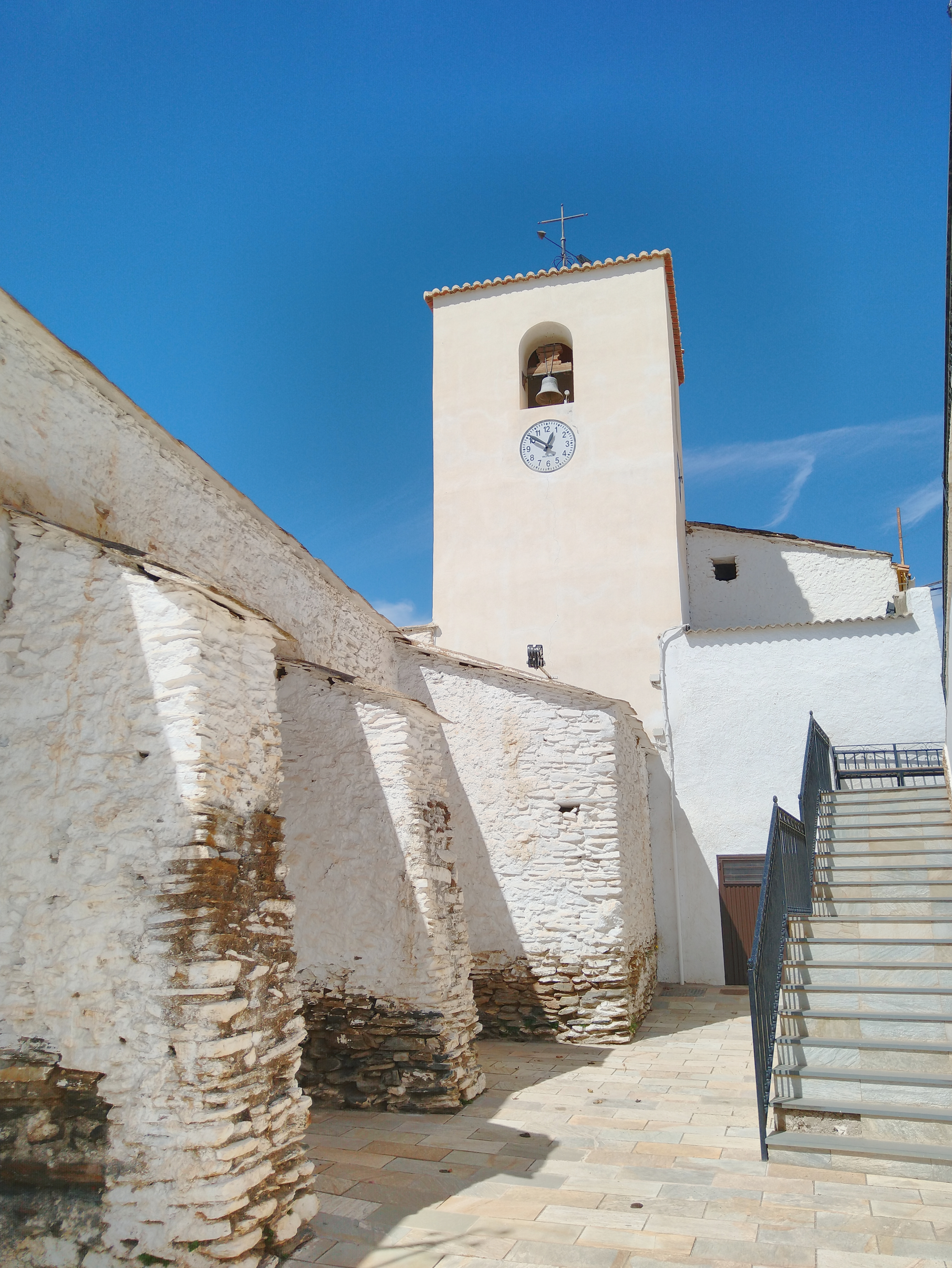
Kirche der Unbefleckten Empfängnis
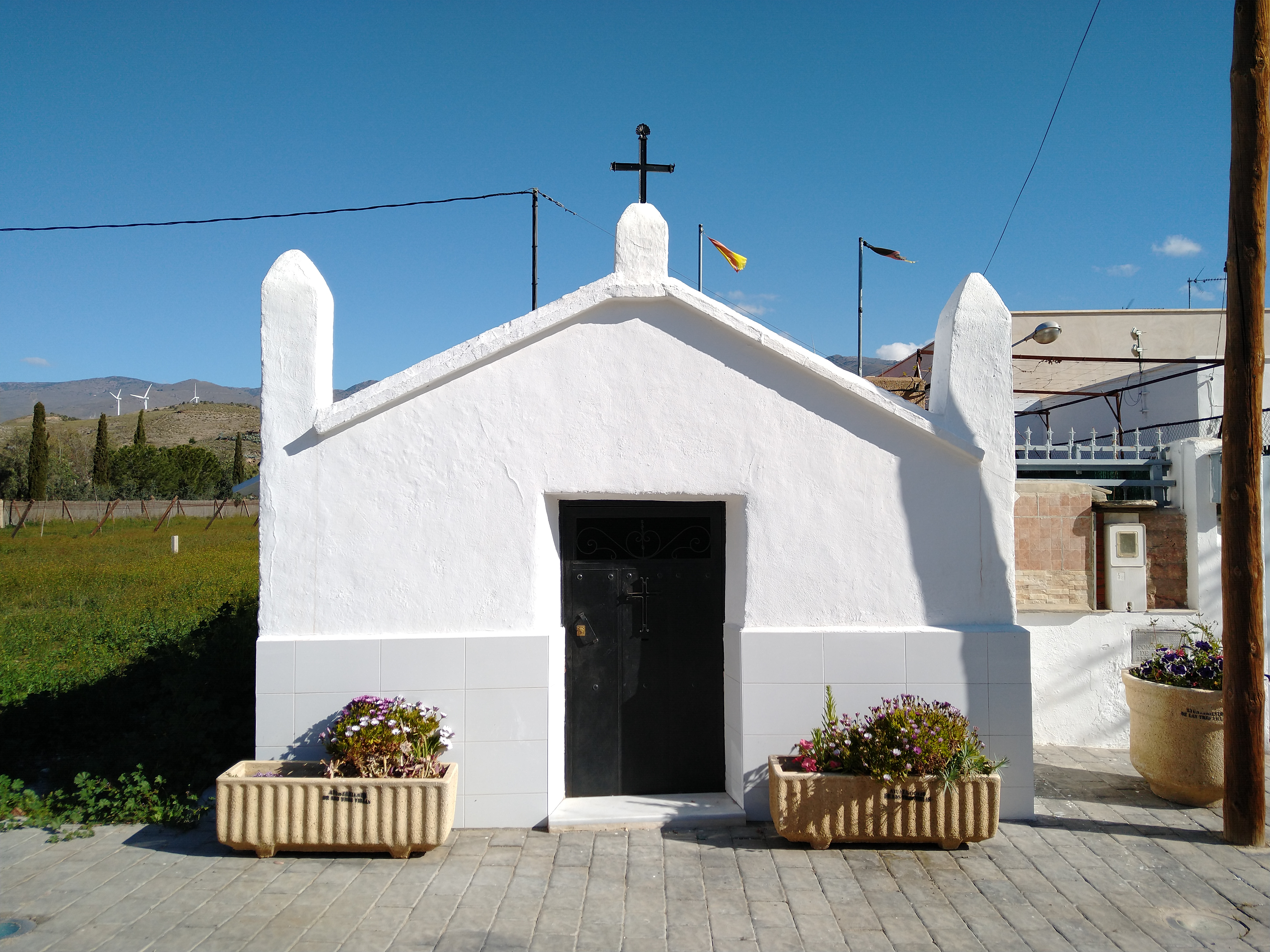
Annenkapelle
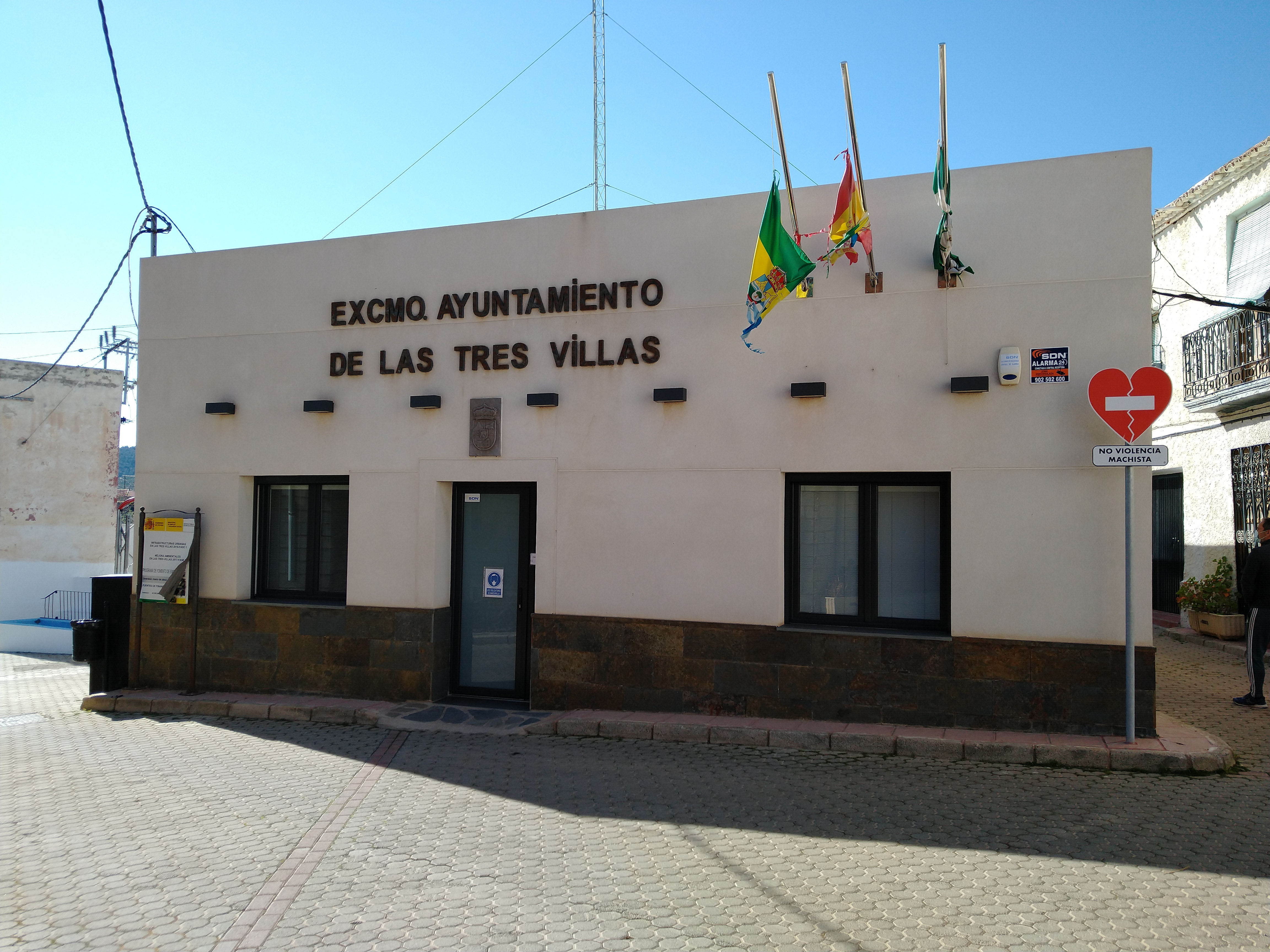
Rathaus

## Persönlichkeiten
- Manuel Lao Hernández (* 1944), Milliardär, Unternehmer, Gründer des größten spanischen Casinobetreibers Cirsa